# Antonio de Torres
Antonio de Torres Jurado (kiejtése: [antˈonio deˈtor:es xuˈrado]; La Cañada, Almería, 1817. június 13. – Almería, 1892. november 19.) spanyol gitárkészítő, a klasszikus és flamenco gitár napjainkban ismert formájának, konstrukciójának megalkotója.

## Élete
Antonio de Padua, Pedro Cayetano de Torres Jurado 1817 júniusában született az Almería melletti La Cañada nevű faluban, egy vámtisztviselő fiaként. Szülőfalujában, majd Verában kitanulta az asztalos mesterséget.
1836 és 1842 között valamikor bizonyos időt Granadában tölthetett, ahol gitárkészítést tanult valószínűleg a helybéli José Pernas hangszerkészítőnél. Feltehetőleg Verában is készített néhány hangszert, de hivatásszerűen csak az 1850-es évektől, Julián Arcas, akkor fiatal muzsikus és egyik első kliense tanácsára kezdett dolgozni. Különböző Sevillai műhelyeiben egy sor kiváló hangszert készített, beleértve a híres La Leonát is, melyet 1856-ban épített, és egyebeket, melyeket később Tárrega és Llobet használt. 1858-ban bronzérmet nyert a sevillai kiállításon egy különlegesen díszes, madárszemű jávorból készült hangszerével (Cumbre), és ezzel biztosította helyét az élvonalbeli gitárkészítők között.
1869-ben érkezett Sevillába Francisco Tárrega pártfogójával, egy gazdag kereskedővel Barcelonából, és egy olyan kvalitású hangszert kerestek, mint amin akkoriban Arcas játszott (állítólag a La Leona). Tarrega ekkor 17 éves volt. Torres először egy szerényebb hangszert ajándékozott a fiúnak, de mikor meghallotta játszani, a saját használatára készült hangszert (FE 17) adta neki. 20 évig játszott Tarrega ezen a gitáron.
1870 körül abbahagyta a gitárépítést, ezzel lezárult első alkotói korszaka, visszatért Almeríába, és kínai-boltot nyitott (porcelán- és üvegáru bazár).
1876-tól kezdődik második korszaka, ekkor már kevesebb ideje maradt hangszerkészítésre: fenn kellett tartani a kínai-boltot, sőt, a család albérlőket is fogadott. Ekkoriban évi 6-12 gitárt készített, bár ezek egyszerűbb hangszerek voltak, inkább a helyi zenészeknek, nem híres virtuózok megrendelésére készültek, mint azelőtt.
1892 novemberében halt meg „heveny bélhurutban”. Vagyona eladása nem fedezte adósságait sem, de a helyi újság terjedelmes nekrológot szentelt neki.

## Újításai
Többféle újítást, „találmányt” szoktak Torresnek tulajdonítani, a legyezőbordáktól a mechanikus hangolókulcsokig (húrgép). Fennmaradt ezzel szemben a Cádizi Francisco Pérez-nek egy gitárja 1763-ból, amely már legyezőbordákkal van ellátva, és ez nem későbbi átépítés eredménye. Később José Benedid, Juan és José Pagés Cádizban, Francisco Sanguino Sevillában tökéletesítették ezt az építési módot. A húrgép alkalmazása is csak Spanyolhonban számított újdonságnak. Torres ezekben az esetekben nem tett mást, mint hogy észrevette, összegyűjtötte a kor hasznos újításait, továbbfejlesztette és együtt alkalmazta őket.
|         | Lacôte | Panormo | Torres |
| ------- | ------ | ------- | ------ |
| menzúra | 630 mm | 630 mm  | 650 mm |
| hossz   | 443 mm | 440 mm  | 480 mm |
| mell    | 236 mm | 230 mm  | 264 mm |
| derék   | 174 mm | 174 mm  | 220 mm |
| csípő   | 308 mm | 290 mm  | 350 mm |
| nyak    | 48 mm  | 46 mm   | 52 mm  |

Ami valóban Torres érdeme: a hangdoboz méreteinek megnövelése. Az 1850-es évektől készült hangszerei 20%-kal voltak nagyobbak az akkoriban megszokottnál. Amellett, hogy hosszabbak, szélesebbek, vastagabbak voltak más gitároknál, a belső térfogatuk azáltal is nőtt, hogy kevésbé voltak „darázsderekúak” . Torres tudatában volt annak, hogy a hangzás érdekében a hangszer rezgő felületének nagyságához képest minél kisebb tömegűnek kell lennie, ugyanakkor a túlságosan vékonyra gyalult rezonáns elveszíti rugalmasságát, és a húrok húzóereje következtében deformálódhat. Ezen úgy segített, hogy a tetőnek egyfajta feszítést, enyhe domborúságot és merevséget adott azokkal a bizonyos legyezőalakban elrendezett belső bordákkal. Ez utóbbi szükségességét különben a test méreteinek megnövelése is indokolta, hiszen emiatt a húrláb a tetőn beljebb, statikailag kritikusabb (akusztikailag viszont talán kedvezőbb) helyzetbe került.